# Spance
Spance (en serbe cyrillique : Спанце) est un village de Serbie situé dans la municipalité de Kuršumlija, district de Toplica. Au recensement de 2011, il comptait 174 habitants.

## Démographie
| 1948  | 1953  | 1961 | 1971 | 1981 | 1991 | 2002 | 2011 |
| ----- | ----- | ---- | ---- | ---- | ---- | ---- | ---- |
| 1 054 | 1 062 | 924  | 664  | 395  | 258  | 222  | 174  |

|  |